# Diógenes Antonio Hernández
Diógenes Antonio Hernández (San Pablo, Estado Yaracuy, Venezuela, 20 de mayo de 1933 - San Felipe, Estado Yaracuy, Venezuela, 12 de septiembre de 2022) Fue un poeta, escritor, compositor, columnista de opinión, abogado y profesor universitario venezolano.  Autor (letra y música) del Himno del Municipio San Felipe del Estado Yaracuy; y (letra) del Himno del Municipio Sucre del Estado Aragua. 

## Biografía
Nació el 20 de mayo de 1933 en San Pablo, Municipio Autónomo Aristides Bastidas, Estado Yaracuy. Tercer hijo de Doña Emilia Hernández. Cursa su educación primaria en la Escuela Federal Graduada "Carmelo Fernández", de su población natal. La secundaria la realiza en los Liceos "Agustín Codazzi" de Maracay y "Lisandro Alvarado" de Barquisimeto, donde se gradúa de bachiller en Filosofía y Letras. Viaja a Caracas con el apoyo de su tío Pedro Francisco Hernández, de quien el propio Dr. Diógenes expresa: "Fue el fiel guía de lo que soy", para estudiar la carrera de Derecho en la Universidad Central de Venezuela, donde egresa con el título de Abogado en 1962. 
Ha ejercido la docencia en todos los niveles y grados, desde preceptor de alfabetización, pasando por la condición de maestro de aula, en primaria; profesor por horas, en secundaria, hasta llegar a desempeñarse como profesor universitario en el Instituto Universitario de Tecnología de Yaracuy, del cual formó parte de los profesores fundadores en 1974. Gana por concurso el cargo de profesor en la Universidad Nacional Abierta, Centro Local Yaracuy, donde egresó con el título de magíster scientiarum en Educación Abierta y a Distancia (summa cum laude).  
Fue coordinador (1984-1993) del Núcleo Yaracuy del Instituto de Mejoramiento Profesional del Magisterio - Universidad Experimental Libertador, de la que fue profesor titular. Hoy día el Auditorio del IMPM-UPEL Núcleo Yaracuy lleva su nombre.

## Obra
Tiene publicada "Presencia de la Mujer Venezolana en la Educación y el Trabajo"(1961) que tiene el mérito de representar a Venezuela ante la Organización Internacional del Trabajo, Ginebra, Suiza, como la única obra escrita en el país sobre dicho tema. 
Tiene publicadas cinco obras de poesía: 
- En la Señal del Viento (1971)
- El Ángel Derribado (1978)
- Cántaros de Albores (1997)
- Nimbo de Laureles y la Arcilla al Fuego  (2000)
- Pájaro Teñido de Infinito

El crítico argentino Manuel Ruano publica sus comentarios sobre la obra El Ángel Derribado en el Suplemento Cultural del diario de circulación nacional en Venezuela "Últimas Noticias". 
El Editor Interamericano, La Plata, Buenos Aires, ha acogido su poesía en once (11) antologías hispanoamericanas, desde Invitación a la Poesía (1987)hasta Hágase la Poesía (1999).

Es autor de los Himnos Oficiales de los Municipios San Felipe, Estado Yaracuy (Letra y música) y Sucre, del Estado Aragua (Letra). 